# St.-Martini-Kirche (Groß Ellershausen)

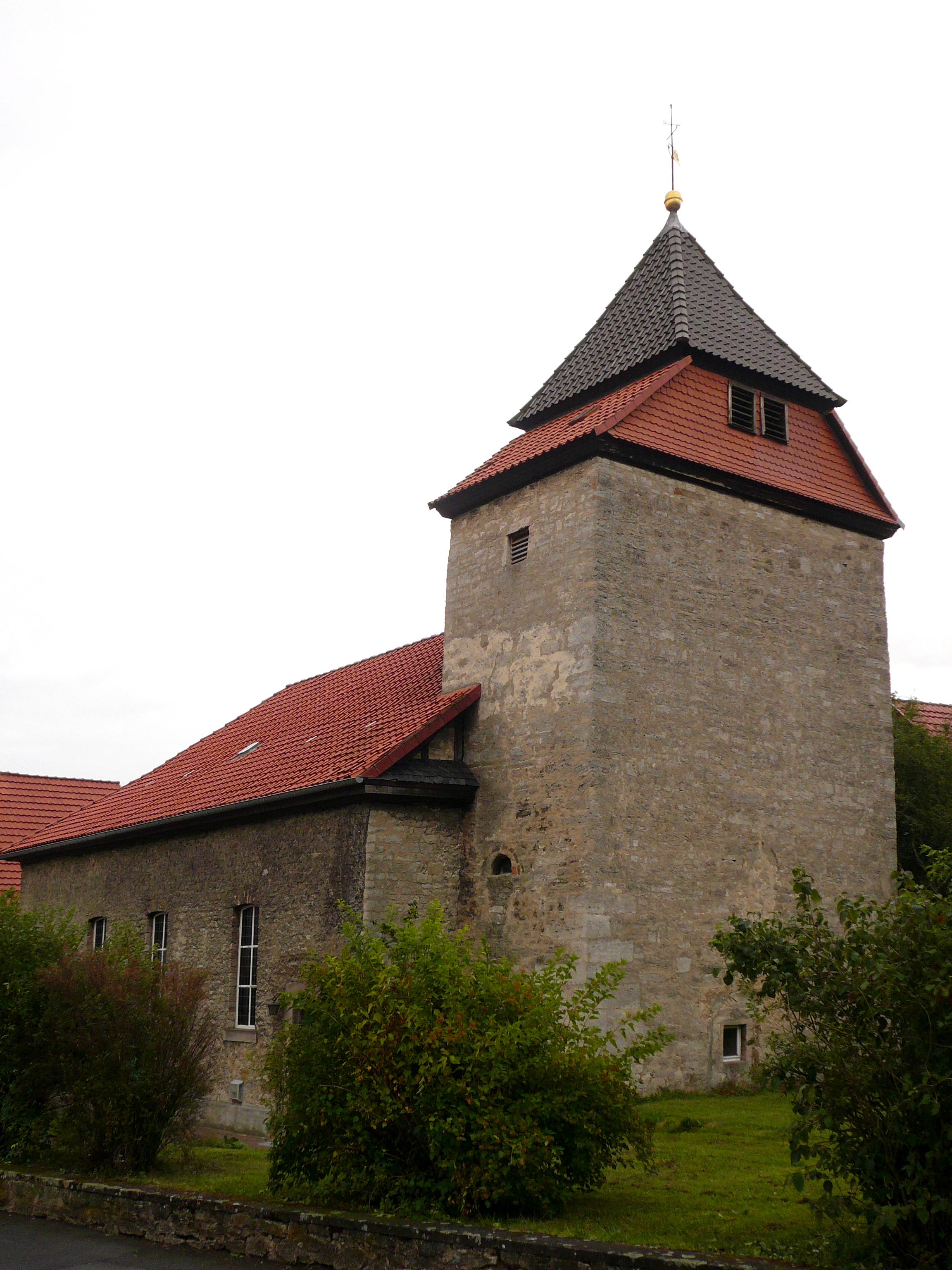
St.-Martini-Kirche in Groß Ellershausen

Die St.-Martini-Kirche ist die evangelisch-lutherische Kirche des Ortsteils Groß Ellershausen der Stadt Göttingen.

## Geschichte
Die geschichtlichen Ursprünge des Kirchenbaus sind nicht überliefert; sie entstand möglicherweise als Kapelle der Herren von Ellershausen. Die erste Erwähnung eines Geistlichen ist von 1241. Die Einführung der Reformation in (Groß) Ellershausen erfolgte 1542 durch Elisabeth von Calenberg.
Ältestes Gebäudeteil ist der massive, querrechteckige Westturm, dessen Entstehung unterschiedlich entweder ins 10./11. Jahrhundert oder um 1100 datiert wird. Das Erdgeschoss weist ein Spitztonnengewölbe auf. Reste eines Kamins im ersten Obergeschoss deuten darauf hin, dass es sich ursprünglich um einen befestigten Wohnturm der adeligen Grundherrenfamilie der Herren von Ellershausen gehandelt haben dürfte. Der angebaute Kirchensaal aus Bruchsteinmauerwerk mit dem nach Osten abgewalmten Dach ist deutlich jünger als der Turm; er entstand im Barock wohl unter Einbeziehung von Teilen eines mittelalterlichen Vorgängerbaus und wurde laut Inschriften über dem Südportal und in der Turm-Wetterfahne 1838 verändert. Erneuerungen und Umgestaltungen des Innenraums wurden 1964 und 1966 vorgenommen.

## Glocken
2002 wurden bei der Glockengießerei Petit & Gebr. Edelbrock (Gescher) drei neue Bronzeglocken unterschiedlicher Größe gegossen. Jede der Glocken trägt eine Namensinschrift, es sind die in Latein vergebenen Namen „Soli“, „Deo“ und „Gloria“ (dt.: „Gott allein die Ehre“). Die Anschaffung wurde durch Spenden finanziert. Die Glocken werden elektrisch geläutet, die Dauer, Reihenfolge und Zusammensetzung des Geläutes ist je nach Anlass festgelegt.
Früherer Bestand: Glocken der St.-Martini-Kirche sind 1608 und 1610 erstmals nachgewiesen. Von zwei Bronzeglocken ist die kleinere 1850 gesprungen und wurde durch einen Göttinger Glockengießer umgegossen. Nach Beschädigung der größeren wurden 1906 durch eine Hildesheimer Gießerei beide Glocken umgegossen. Die große Läuteglocke wurde 1917 zu Rüstungszwecken abgegeben. 1922 erfolgte für 11.500 RM die Anschaffung von zwei Stahlglocken des Bochumer Vereins in a’ und c’’. Diese Glocken sind seit 2003 auf dem Friedhof in Groß Ellershausen an der Friedhofskapelle aufgestellt. 1958 wurde ein elektrisches Läutewerk eingerichtet.

## Orgel
Die jetzige Orgel von um 1838/42 geht auf einen Neubau durch Johann Christoph Ahlbrecht (Elliehausen) zurück, der Teile der alten Orgel der Schlosskirche St. Jacobi in Osterode (um 1670) wieder verwendete. Umbauten und Reparaturen erfolgten 1848, 1867, 1916, 1917, 1932 und 1952. 1966 errichtete Albrecht Frerichs (Göttingen) hinter dem Ahlbrecht-Gehäuse ein neues Werk, das 1990/91 restauriert wurde.